# La seducción de los inocentes
Seduction of the innocent (en español: La seducción de los inocentes) es un ensayo escrito por el psiquiatra Fredric Wertham, publicado en 1954. En su tesis principal se describe a los cómics como una forma inferior de literatura popular que corrompe a la juventud y una de las principales causas de la delincuencia juvenil. El libro fue un pequeño éxito editorial en Estados Unidos que alarmó a muchos padres y los animó a lanzar campañas pidiendo la censura de los cómics. Su publicación coincidió con una investigación del Congreso de Estados Unidos sobre la delincuencia juvenil en la que se involucró a la industria del cómic, que induciría posteriormente a los principales editores de cómics estadounidense a instituir Comics Code Authority (Autoridad del código de cómics) para autocensurar voluntariamente sus publicaciones. Su investigación ha sido cuestionada severamente por eruditos posteriores.

## Denuncia de los contenidos
La seducción de los inocentes citaba sobre u ofrecía coberturas sobre las representaciones, expresas o edulcoradas, de violencia, sexo, consumo de drogas y otras temáticas de adultos que figuraban en los crime comics (cómics de delitos), un término que Wertham utilizó para describir no sólo a los populares cómics policíacos de la época que trataban sobre mafiosos o asesinos, sino también a los cómics de superhéroes y los cómics de terror. El libro afirmaba, basándose principalmente en anécdotas no documentadas, que la lectura de estos cómics animaba a los niños a imitar los actos obscenos y violentos. De hecho los cómics estadounidenses de la época, con EC Comics a la cabeza, no carecían de imágenes truculentas, especialmente los de terror y los policíacos, y Wertham informó detalladamente de ellas, calificando esta recurrencia en los temas morbosos como «daño para los ojos». Este libro estaba ilustrado con tiras de viñetas tomadas de distintos cómics a modo de prueba de sus denuncias, cada una acompañada por unas líneas de comentarios sarcásticos de Wertham.

## Incitaciones sexuales
Sus demás hipótesis, en particular las relativas a las incitaciones sexuales, se recibieron con la mofa en los medios del cómic. Según Wertham los cómics estaban llenos de insinuaciones que incitaban a los niños sexualmente. Por ejemplo una de sus teorías fue que se ocultaban siluetas de mujeres desnudas entre los dibujos de los árboles, y desarrolló otra teoría afirmando que Batman y Robin eran amantes homosexuales. Wertham afirmó que «las historias de Batman son psicológicamente homosexuales.» Y además que: «las historias del tipo de Batman podían incitar a los niños hacia las fantasías homosexuales, de una forma de la que serían inconscientes» y «Solo alguien que ignore los fundamentos de la psiquiatría y la psicopatología del sexo puede no darse cuenta de la sutil atmósfera de homoerotismo que domina las aventuras del maduro 'Batman' y su joven amigo Robin.» Además Wertham afirmó que la fuerza e independencia de Wonder Woman eran indicios de que era una lesbiana, aunque su representación tradicional era la de mujer heterosexual y virgen.

## Críticas a los editores
En el libro Wertham criticaba también la política editorial y de venta de cómics, clamando contra la publicidad de navajas y pistolas de aire comprimido en las páginas de los cómics con contenido violento. Expresaba su solidaridad con los vendedores minoristas que según él se oponían a la venta de cómics de horror pero que eran víctimas de la política de distribución por paquetes de los editores.
La primera edición contenía una lista de los editores de los cómic citados, pero el temor a posibles demandas hizo que la editorial arrancara esa página de las copias puestas a la venta, por lo que las copias con la bibliografía intacta son raras y son objeto de coleccionista.

## Influencia
El éxito de la Seducción de los inocentes se añadió a la fama previa de Wertham como testigo experto en juicios e hizo que fuera una de las elecciones evidentes para testificar ante el subcomité del senado sobre la delincuencia juvenil que lideraba el cruzado contra el delito Estes Kefauver. En una larga declaración ante el comité Wertham repitió los argumentos de su libro y señaló a los cómics como la principal causa de la delincuencia juvenil. El interrogatorio del comité al siguiente testigo, el editor de EC Comics William Gaines, se centró en las escenas de violencia que Wertham había descrito.
Aunque el informe final del comité no culpó a los cómics de la delincuencia juvenil, recomendó a la industria del cómic que rebajara el tono de sus contenidos voluntariamente. Posiblemente los editores vieron en esto una velada amenaza de instaurar censura y crearon la Comics Code Authority para autocensurar sus contenidos. Este nuevo código no solo vetaba las imágenes violentas o eróticas, sino temáticas completas (por ejemplo "terror" o "zombis"), y dictaminó que los delincuentes siempre debían ser castigados en los argumentos. Esto hizo desaparecer la mayoría de los títulos del estilo de EC, dejando a los asépticos superhéroes como género principal superviviente de la criba. A pesar de todo Wertham consideró que el código del cómic no era suficiente para proteger a la infancia.

## Críticas
Según un estudio de 2012 realizado por Carol L. Tilley, Wertham "manipuló, exageró, comprometió y fabricó pruebas" en apoyo de las afirmaciones expresadas en Seduction of the Innocent. Él proyectó mal tanto el tamaño de la muestra como la sustancia de su investigación, haciendo que fuera más objetivo y menos anecdótico de lo que realmente era. En general, no se adhirió a los estándares dignos de una investigación científica, sino que usó evidencia cuestionable para su argumento de que los cómics eran un fracaso cultural.
Wertham utilizó a los adolescentes de la ciudad de Nueva York de entornos problemáticos con evidencia previa de trastornos de conducta como su muestra de población principal. Por ejemplo, usó casos de niños de la Clínica Lafargue para argumentar que los cómics perturbaban a los jóvenes, pero según el cálculo de un miembro del personal, el setenta por ciento de los niños menores de dieciséis años en esa clínica tenían diagnósticos de problemas de conducta. También seleccionó a niños específicamente con trastornos psiquiátricos más severos que requirieron hospitalización en Bellevue Hospital Center, Kings County Hospital Center o Queens General Hospital.[cita requerida]
Las declaraciones de los sujetos de Wertham a veces fueron alteradas, combinadas o extraídas para resultar engañosas. La experiencia personal relevante a veces se dejaba sin mencionar. Por ejemplo, al argumentar que los cómics de Batman condonaron la homosexualidad debido a la relación entre Batman y su asistente Robin, hay evidencia de que Wertham combinó las declaraciones de dos sujetos en una sola, y él no mencionó que esos dos sujetos habían estado en una relación homosexual durante años previamente. Omitió informar a los lectores que uno de los sujetos había sido sodomizado recientemente. A pesar de que algunos sujetos señalaron específicamente una preferencia por o relevancia superior hacia otros cómics, él mismo decidió dar mayor peso al hecho de que ellos leyeran los de Batman. Wertham también presentó como historias de primera mano solo aquellas que pudo haber escuchado a través de sus colegas.[cita requerida]
Sus descripciones del contenido de los cómics con frecuencia eran bastante engañosas, ya sea por exageración o por elisión. Él menciona a un "hombre sin cabeza" en una edición del cómic Captain Marvel, cuando ese cómic en realidad solo muestra la cara de Captain Marvel salpicada con una poción de invisibilidad, no una figura decapitada. También exageró el informe sobre el personaje de una niña de 13 años que roba en un cómic de "a veces" a "a menudo". Comparó a Blue Bettle con una pesadilla Kafkiana, sin mencionar que Blue Bettle es un hombre disfrazado y no un insecto.[cita requerida]